# ありさか邦
ありさか 邦（ありさか くに、1958年〈昭和33年〉1月7日 - ）は、日本の漫画家。山口県下関市出身、東京学芸大学卒業。

## 来歴
1977年、大学在学中に『別冊少女コミック』のまんが学園に応募し、入賞作品「ワコをよろしく!」（『別冊少女コミック』1977年11月号増刊）でデビュー。その後、同誌や『ちゃお』等に作品を発表した。1984年頃から、レディースコミックにも進出している。
『幸せ咲いた』は、2003年に『幸せ咲いた〜結婚相談所物語〜』としてテレビドラマ化された。

## 単行本リスト
- こいびと診断　全2巻（小学館、1982年）
- 素顔の季節 （小学館、1983年）
- ヤッホー!マイLOVE　全2巻（小学館、1983年）
- 蒼い関係 （小学館、1983年）
- 裸足の神話　全3巻（小学館、1984-1985年）
- ビーナスの渚 （小学館、1985年）
- パズル・ナイト （小学館、1985年）
- あの夏に抱かれて （小学館、1986年）
- 腕の中のララバイ （小学館、1986年）
- おんな風林火山　全2巻（原作：佐々木守、小学館、1988年）
- 炎幻想 （小学館、1988年）
- フェアリー　全2巻（原作：佐々木守、小学館、1988年）
- 愛に帰りたい（小学館、1988年）
- いつも光の中にいた（小学館、1988年）
- 吐息のドレス（小学館、1989年）
- 小春日（小学館、1989年）
- 温泉旅館・沢野屋　全8巻（小学館、1991-1992年）
- 明日を抱きしめて　全6巻（小学館、1993-1994年）
- ファイト!FOR ME　全3巻（小学館、1995年）
- いらっしゃい!　全3巻（小学館、1996年）
- きらめきの迷宮　全3巻（原作：吉田玲子、小学館、1997-1998年）
- 愛の果てに　全4巻（小学館、1999年）
- 幸せ咲いた　全3巻（小学館、2003年）